# Øystein Pettersen
Øystein Pettersen (Bærum, 19 de enero de 1983) es un deportista noruego que compitió en esquí de fondo. Participó en los Juegos Olímpicos de Vancouver 2010, obteniendo una medalla de oro en la prueba de velocidad por equipo (junto con Petter Northug).

## Palmarés internacional
| Juegos Olímpicos | Juegos Olímpicos   | Juegos Olímpicos | Juegos Olímpicos     |
| Año              | Lugar              | Medalla          | Prueba               |
| ---------------- | ------------------ | ---------------- | -------------------- |
| 2010             | Vancouver (Canadá) | Medalla de oro   | Velocidad por equipo |